# Izjaslav (město)
Izjaslav (ukrajinsky Ізя́слав, také Заслав – Zaslav nebo Жеслав – Žeslav) je město v Chmelnycké oblasti na Ukrajině. Leží na řece Horyni zhruba 78 kilometrů severně od Chmelnyckého.
První písemná zmínka o městě je z roku 1390 a od roku 1583 mělo městská práva.